# Leandro Rodrigues
Leandro Rodrigues é um cantor, compositor, produtor musical, multi-instrumentista e arranjador brasileiro. Tornou-se notório como instrumentista da banda do cantor Paulo César Baruk e também como produtor e músico para diversos artistas evangélicos.
Iniciou sua carreira de músico ao ser convidado para participar das gravações do álbum Mudanças, da banda Kadoshi. Participou de trabalhos de vários intérpretes e bandas do cenário religioso e não-religioso, como Mara Maravilha, Demônios da Garoa, Elaine de Jesus, Paulinho Makuko, Luiz de Carvalho, Lauriete e Damares, mas ganhou maior notoriedade ao lado do cantor Paulo César Baruk.
Em 2006, o disco Louvor Eletro Acústico, produzido por Leandro e Baruk, foi indicado ao Troféu Talento. E em 2012, o álbum Eletro Acústico 3, produzido pelos dois músicos, foi indicado ao Grammy Latino de Melhor Álbum de Música Cristã em língua Portuguesa.
Em 2009, Leandro iniciou a desenvolver o trabalho Piano e Voz... Amigos e Pertences, que daria início a sua carreira solo. O projeto acabou sendo modificado e virou uma parceria entre Leandro e Baruk, continuada em Piano e Voz, Amigos e Pertences 2 (2017). Como cantor, Rodrigues lançou um single em 2016.

## Discografia
Como artista principal
- 2009: Piano e Voz... Amigos e Pertences
- 2017: Piano e Voz, Amigos e Pertences 2

Como músico convidado, produtor musical ou arranjador
- 1996: Mudanças - Kadoshi
- 2003: Diferente - Paulo César Baruk
- 2004: Pérola - Elaine de Jesus
- 2005: Louvor Eletro Acústico - Paulo César Baruk
- 2005: Entrega - Sandrinha
- 2006: Dependente - Paulo César Baruk
- 2008: Tudo de Bom - Rebeca Nemer
- 2008: Louvor Eletro Acústico 2 - Paulo César Baruk
- 2008: Voz Profética - Eliane Silva
- 2008: Ao Vivo - Samuel Mizrahy
- 2009: Palavras - Thiago Grulha
- 2009: Fidelidade - Danielle Cristina
- 2010: Meus Passos no Tempo - Thiago Grulha
- 2010: Multiforme - Paulo César Baruk
- 2010: Assim Sou Eu - Vanilda Bordieri
- 2010: Meu Natal - Jeanne Mascarenhas
- 2011: Eletro Acústico 3 - Paulo César Baruk
- 2012: Somos Iguais - Thiago Grulha
- 2012: Minhas Canções na Voz de Sandrinha - Sandrinha
- 2012: Para Nossa Alegria - Para Nossa Alegria
- 2013: Entre - Paulo César Baruk
- 2013: É Meu - Rozeane Ribeiro
- 2013: O Maior Troféu - Damares
- 2014: Graça - Paulo César Baruk
- 2015: Graça Quase Acústico (rs) - Paulo César Baruk
- 2015: Graça para Ninar - Paulo César Baruk
- 2016: Sonhos de Deus - Juninho Black
- 2016: Dono de Tudo - Bálsamo
- 2016: Graça ao Vivo - Paulo César Baruk
- 2017: Piano e Voz, Amigos e Pertences 2 - Paulo César Baruk